# No. 617 Squadron RAF
Il No. 617 Squadron è uno squadrone della Royal Air Force, originariamente basata presso RAF Scampton nel Lincolnshire e attualmente basata presso RAF Marham a Norfolk.
È comunemente noto come "Dambusters", per le sue azioni durante l'operazione Chastise contro le dighe tedesche durante la seconda guerra mondiale. All'inizio del XXI secolo ha operato il Panavia Tornado GR4 nel ruolo di attacco a terra e di ricognizione fino a quando non è stato sciolto il 28 marzo 2014. La squadriglia si è riformata il 18 aprile 2018 ed è stato equipaggiata presso la base di RAF Marham a giugno 2018 con il Lockheed Martin F-35B Lightning, diventando il primo squadron ad essere basato nel Regno Unito con questo aereo avanzato di tipo V / STOL, successore dello Hawker Siddeley Harrier.

## Storia

### Tra le guerre
Secondo la voce dello squadron in Flying Units of the RAF di Alan Lake, al No. 617 Squadron fu assegnato il codice identificativo dell'unità MZ per il periodo aprile-settembre 1939, anche se all'epoca l'unità ancora non esisteva.

### Seconda guerra mondiale
Lo squadron si formò sotto grande segreto alla base di RAF Scampton durante la seconda guerra mondiale il 21 marzo 1943. Comprendeva personale di Royal Canadian Air Force, Royal Australian Air Force e Royal New Zealand Air Force ed era stato formato per il compito specifico di attaccare tre grandi dighe che contribuivano con l'acqua e l'energia elettrica alla regione industriale della Ruhr in Germania: il Möhne, Eder e Sorpe. Il piano ricevette il nome in codice Operation Chastise e fu realizzato il 17 maggio 1943. Lo squadron dovette sviluppare le tattiche per utilizzare la "bomba rimbalzante" di Barnes Wallis e intraprese parte del suo addestramento sulle dighe dell'Alta valle del Derwent nel Derbyshire, poiché le torri sulle pareti della diga erano simili a quelle che si trovano su alcune delle dighe bersaglio in Germania.
Il distintivo dello squadron, approvato dal re Giorgio VI, raffigura lo scoppio di una diga in commemorazione di Chastise. Il motto scelto dallo squadron era "Après moi le déluge" ("Dopo di me, il diluvio"), un doppio senso umoristico su un famoso detto di Madame de Pompadour a re Luigi XV, fatto sulla sconfitta nella battaglia di Rossbach dai francesi durante la guerra dei sette anni. Il comandante originale dello squadron n. 617, il wing commander Guy Gibson, ricevette la Victoria Cross per la sua parte nel raid. Guy Gibson possedeva anche un Labrador nero di nome Nigger, che fu la mascotte dello squadron per qualche tempo. Nigger fu investito e ucciso fuori dalla base la sera dell'incursione.

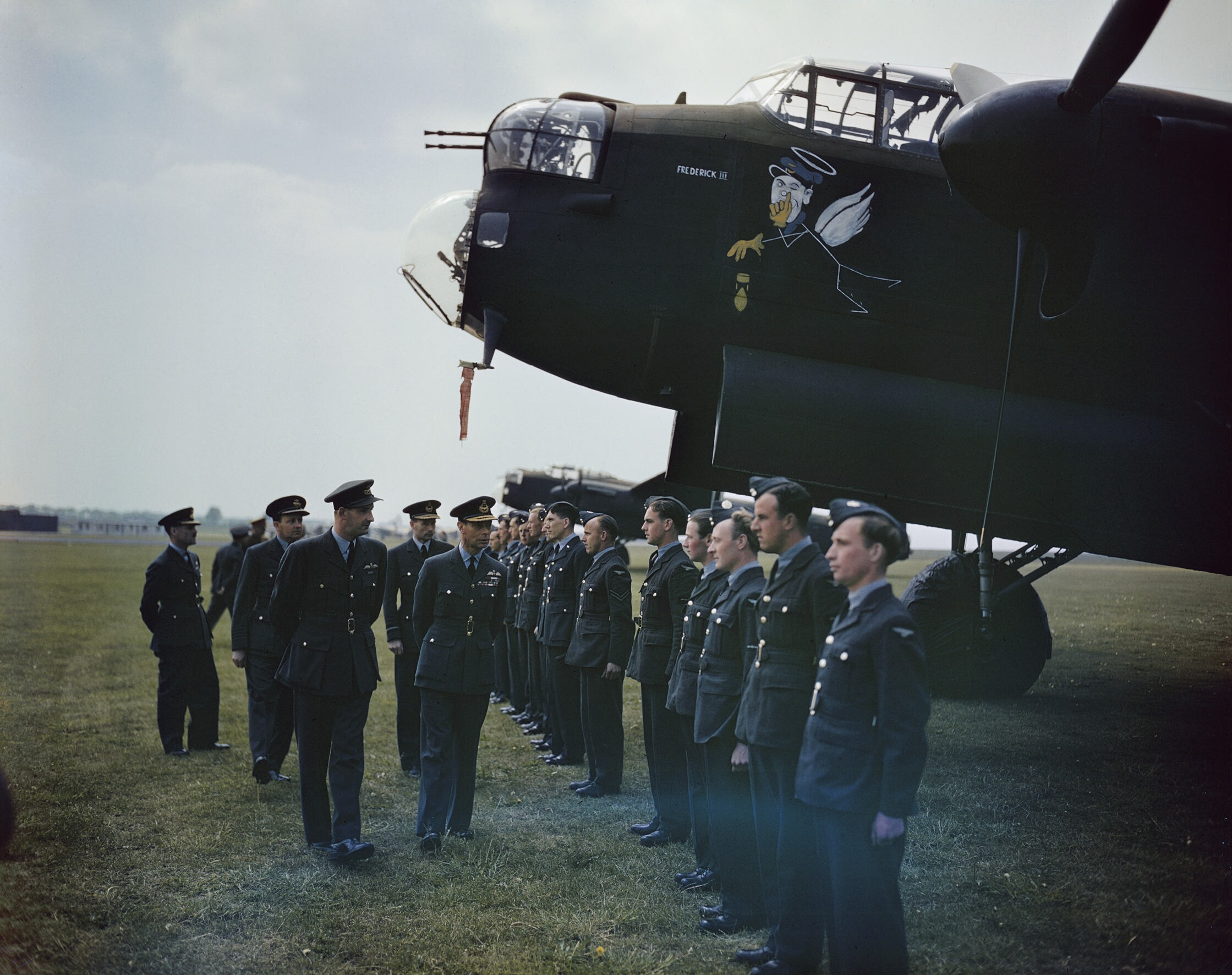
Re Giorgio VI visitò il n. 617 Squadron nel 1943

Dopo l'incursione, Gibson fu ritirato dalle missioni di volo (a causa dell'elevato numero di incursioni su cui era stato) e fece un tour di propaganda. George Holden divenne ufficiale comandante (CO, commanding officer) a luglio, ma fu abbattuto e ucciso nella sua quarta missione, Operazione Garlic nel settembre 1943, in un attacco al canale Dortmund-Ems; aveva con sé quattro membri dell'equipaggio di Gibson. H. B. "Mick" Martin assunse temporaneamente il comando, prima che Leonard Cheshire subentrasse come CO. Cheshire sviluppò e prese personalmente parte alle speciali tecniche di marcatura del bersaglio richieste, che andarono ben oltre la precisione fornita dalle unità Pathfinder standard, alla fine delle operazioni stava marcando i bersagli da un caccia Mustang. A Cheshire venne anche assegnata la Victoria Cross.
Il 15 luglio 1943, 12 velivoli dello squadron decollarono da Scampton per attaccare obiettivi nel Nord Italia. Tutti gli aeromobili attaccarono e procedettero nel Nord Africa senza perdite. Gli obiettivi erano le centrali elettriche di San Polo d'Enza e Arquata Scrivia; si sperava che gli attacchi avrebbero ritardato le truppe tedesche che stavano viaggiando in Italia sul sistema ferroviario elettrificato per sostenere il fronte italiano. L'operazione incontrò poca opposizione ma gli obiettivi furono oscurati dalla foschia della valle e non furono distrutti. I 12 equipaggi tornarono a Scampton il 25 luglio dal Nord Africa dopo aver bombardato i moli di Livorno durante il viaggio di ritorno. Il raid sul porto di Livorno non fu un grande successo, a causa della nebbia che avvolgeva il bersaglio. Il 29 luglio 1943 nove aerei decollarono da Scampton per lanciare volantini su Milano, Bologna, Genova e Torino in Italia. Tutti gli aerei completarono la missione e atterrarono sani e salvi a Blida, nel Nord Africa.
Il governo del Regno Unito prese in considerazione l'uso del No. 617 Squadron per colpire il leader italiano Mussolini nel luglio o nell'agosto 1943, in quella che prese il nome in codice di Operazione Dux. Gli inglesi credevano che se Mussolini fosse stato ucciso avrebbe potuto portare l'Italia fuori dalla guerra. Sarebbe stato un volo effettuato a una quota estremamente bassa con gli obiettivi individuati nel quartier generale e nella residenza di Mussolini a Roma. Nessuno di questi obiettivi si trovava a una distanza minore di 1.500 iarde (circa 1400 m) dal Vaticano, che gli Alleati avevano promesso di non danneggiare. Tuttavia entro due settimane dal suggerimento del piano, Mussolini fu epurato dai suoi avversari e sostituito da Pietro Badoglio, portando a un armistizio con gli Alleati a settembre.
Per tutto il resto della guerra, lo squadron continuò con un ruolo di bombardamento specialistico e di precisione, compreso l'uso delle enormi bombe sismiche "Tallboy" e "Grand Slam", su obiettivi come rifugi degli U-boot e ponti in cemento. Numerosi tentativi falliti furono fatti sul canale Dortmund-Ems nel 1943 (Operazione Garlic); fu infine distrutto con le bombe Tallboy nel settembre 1944. Nel marzo del 1945 lo squadron usò per la prima volta la bomba Grande Slam, contro il viadotto di Bielefeld, distruggendolo. Il viadotto aveva resistito a 54 attacchi precedenti senza essere messo fuori servizio permanentemente.
Una serie particolarmente notevole di attacchi causò gravi danni prima e l'affondamento poi della Tirpitz, un'imponente nave da battaglia tedesca che era stata spostata in un fiordo nel nord della Norvegia dove aveva minacciato i convogli dell'Artico ed era troppo a nord per essere attaccata dall'aria dal Regno Unito. Era già stata danneggiata da un attacco da parte di sottomarini della Royal Navy e da una serie di attacchi da parte di velivoli a bordo della Fleet Air Arm, ma entrambi gli attacchi non erano riusciti ad affondarla. Il compito fu affidato agli squadron n. IX e n. 617; furono schierati a Yagodnik, vicino ad Arcangelo, una base temporanea in Russia, per attaccare la Tirpitz con bombe Tallboy. Il 15 settembre 1944, i bombardieri della RAF colpirono la corazzata nel castello di prua, il che la rese incapace di prendere il mare, quindi fu mandata nel fiordo di Tromsø dove furono fatte le riparazioni temporanee e fu ancorata come una batteria galleggiante. Questo fiordo si trovava nel raggio di bombardieri operanti dalla Scozia e da lì, a ottobre, venne nuovamente attaccata, ma la copertura nuvolosa impedì l'attacco. Alla fine, il 12 novembre 1944, i due squadron attaccarono la Tirpitz. Le prime bombe non raggiunsero il loro obiettivo, ma l'aereo che seguì segnò due colpi diretti in rapida successione. Entro dieci minuti dalla prima bomba che colpì la Tirpitz, subì un'esplosione di una riservetta nella torre "C" e si capovolse uccidendo 1.000 dei suoi 1.700 membri dell'equipaggio. Tutti e tre gli attacchi della RAF su Tirpitz furono guidati dal wing commander J. B. "Willy" Tait, che era subentrato a Cheshire come CO del No. 617 Squadron nel luglio del 1944. Tra i piloti che partecipavano alle incursioni c'era il flight lieutenant (tenente pilota) John Leavitt, un americano che pilotò uno dei 31 Lancaster. L'aereo di Leavitt lanciò una delle bombe che colpirono un punto vitale della Tirpitz . Nonostante entrambi gli squadroni sostengano che furono le loro bombe a far affondare la Tirpitz, fu la bomba Tallboy, lanciata dal Lancaster WS-Y ( LM220 ) del No. IX Squadron pilotato dal Flying officer Dougie Tweddle a cui viene attribuito l'affondamento della nave da guerra. Il Flight Officer Tweddle venne insignito della Distinguished Flying Cross per la sua parte nelle operazioni contro Tirpitz.
Durante la seconda guerra mondiale lo squadron effettuò 1.599 sortite operative con la perdita di 32 aerei.

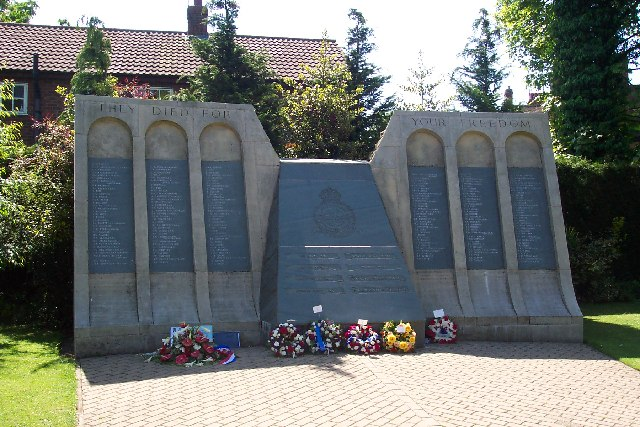
Memoriale di Dam Busters a Woodhall Spa, Lincolnshire

### Guerra fredda (1946–1981)

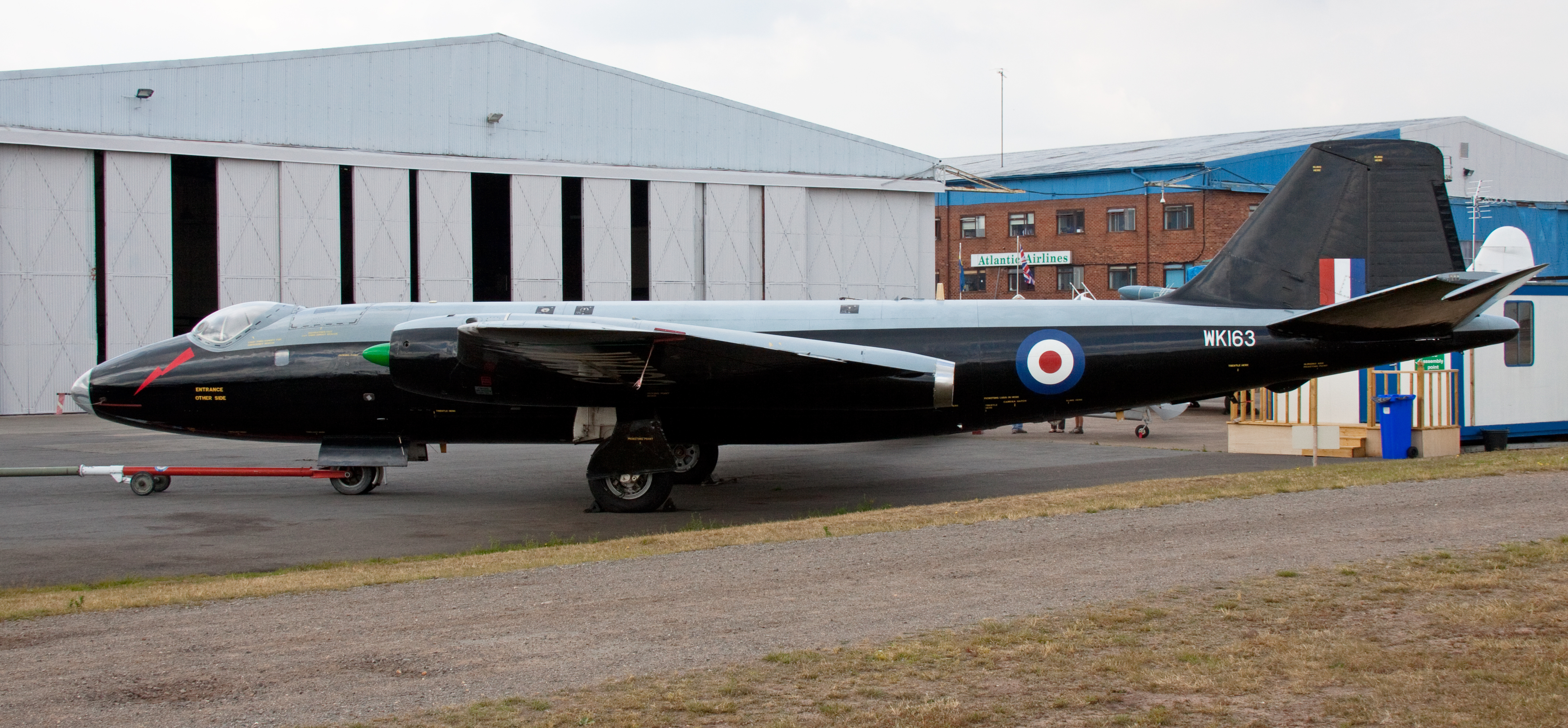
N. 617 Squadron Canberra B2 WK163 all'aeroporto di Coventry

Dopo la fine della seconda guerra mondiale, lo squadron sostituì i suoi Lancaster con gli Avro Lincoln, e successivamente nel 1952 con il bombardiere English Electric Canberra. Lo squadron fu schierato a Malaya per quattro mesi nel 1955, tornando alla base RAF Binbrook per essere sciolto il 15 dicembre 1955. Riformato alla RAF Scampton il 1 ° maggio 1958 come parte della forza V-bombers (Vulcan, Valiant e Victor) del Bomber Command RAF che manteneva all'epoca il deterrente nucleare strategico del Regno Unito, lo squadron fu equipaggiato con l'Avro Vulcan B1 dall'agosto 1960. Il 23 maggio 1961, il suo aereo era il potenziato Vulcan B1A equipaggiato con il pod di contromisure elettronico. Il ruolo assegnato allo squadron era il bombardamento strategico di alto livello con una varietà di bombe nucleari a caduta libera. Entrambi i tipi B1 e B1A erano equipaggiati con varie armi nucleari a caduta libera. Queste potrebbero aver incluso i vari tipi Blue Danube, Red Beard, Violet Club e la Interim Megaton Weapon, Yellow Sun Mk.1 e sicuramente la bomba Yellow Sun Mk2. Le bombe americane furono anche fornite ai V-bomber della RAF per un breve periodo in base agli accordi del Progetto E.

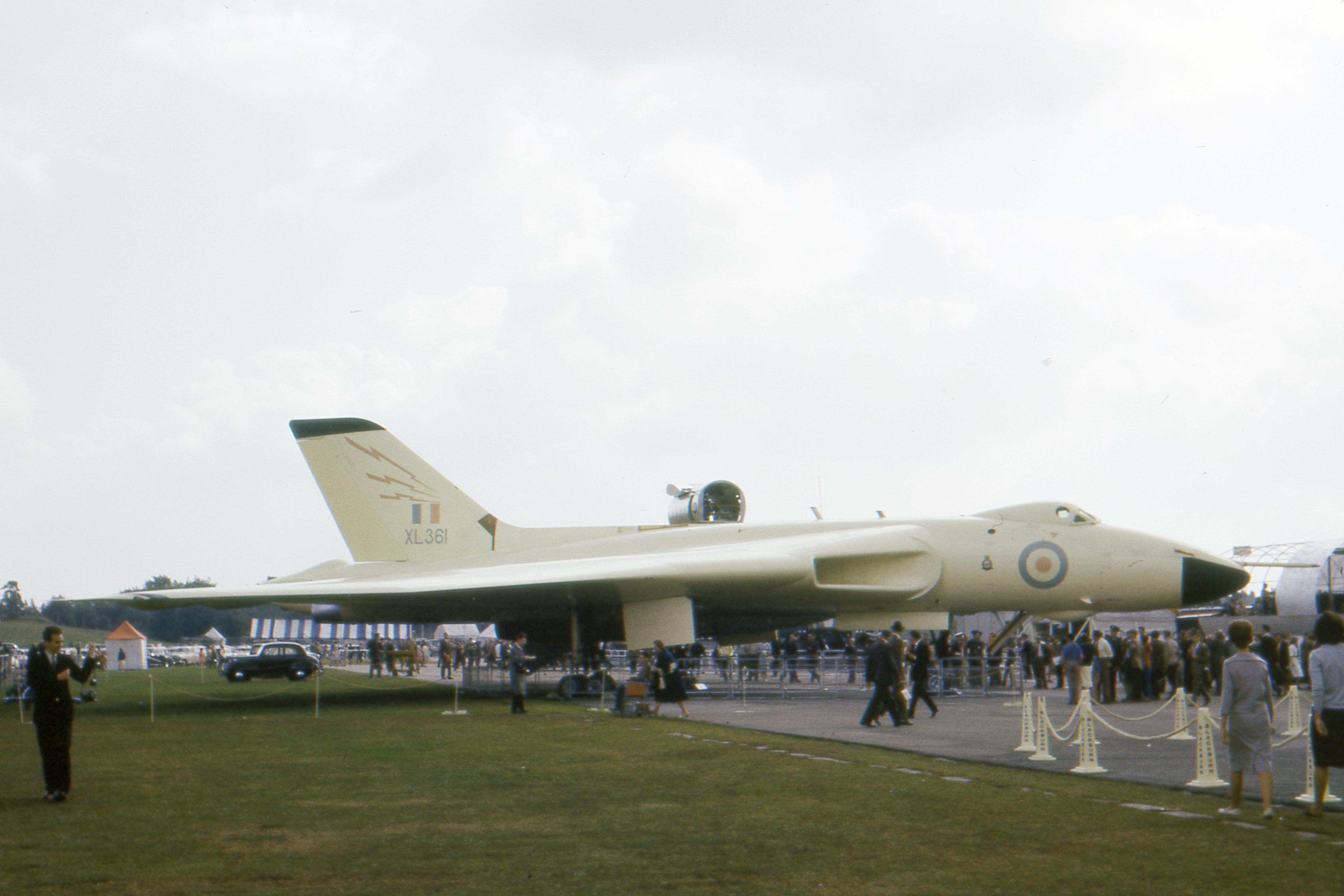
No. 617 Squadron Vulcan B2 XL361 al Farnborough Airshow, 1962

Lo squadron iniziò quasi immediatamente a passare nuovamente al Vulcan B2, ricevendo il primo il 1 ° settembre 1961, sebbene il suo ruolo di bombardamento strategico di alto livello rimase invariato fino all'avvento di efficaci missili terra-aria sovietici che forzò il Bomber Command a riassegnare i bombardieri V dalle operazioni ad alta quota alle operazioni di penetrazione a basso livello nel marzo del 1963; da quel momento i Vulcan dello squadron adottarono un profilo di missione che includeva una manovra "pop-up" da una quota iniziale di 500 a 1.000 ft a oltre 12.000 ft per il rilascio sicuro dei missili nucleari aviolanciati Blue Steel.
I Vulcan furono configurati per i missili Blue Steel e il 617 Squadron fu il primo ad essere dichiarato operativo con esso nell'agosto 1962, fino a quando nel gennaio 1970 gli otto aerei Vulcan B2 dello squadron furono equipaggiati con la nuova bomba a caduta libera strategica, WE.177 B che migliorò la sopravvivenza degli aeromobili consentendo agli aeromobili di rimanere a bassa quota durante il rilascio dell'arma.
In seguito al trasferimento della responsabilità del deterrente nucleare alla Royal Navy, lo squadron fu riassegnato al SACEUR per missioni di attacco nucleare tattico. In una guerra europea ad alta intensità, il ruolo dello squadron era quello di supportare le forze di terra nel Continente colpendo in profondità nelle aree nemiche oltre il limite avanzato del campo di battaglia, colpendo le concentrazioni e le infrastrutture nemiche, con armi nucleari tattiche WE.177, se il conflitto si fosse intensificato fino al punto di usare le armi nucleari tattiche. Agli otto velivoli dello squadron furono assegnate otto bombe nucleari WE.177. Poiché la stiva bombe del Vulcan era configurata per trasportarne solo una, e supponendo che i pianificatori dello stato maggiore della RAF avessero preso in considerazione il consueto tasso di logoramento nella prima fase convenzionale di una guerra continentale, lasciando abbastanza velivoli sopravvissuti per lanciare comunque l'intera scorta di armi nucleari, è una conclusione ragionevole che la forza basata sui Vulcan sarebbe stata tenuta in riserva solo per i compiti di attacco nucleare; l'interdizione strategica sarebbe stata compito di altre piattaforme come l'F-111. I Vulcan B2 dello squadron hanno prestato servizio principalmente in quel ruolo di penetrazione di basso livello fino allo scioglimento del 31 dicembre 1981.

### Tornado GR (1983–2014)

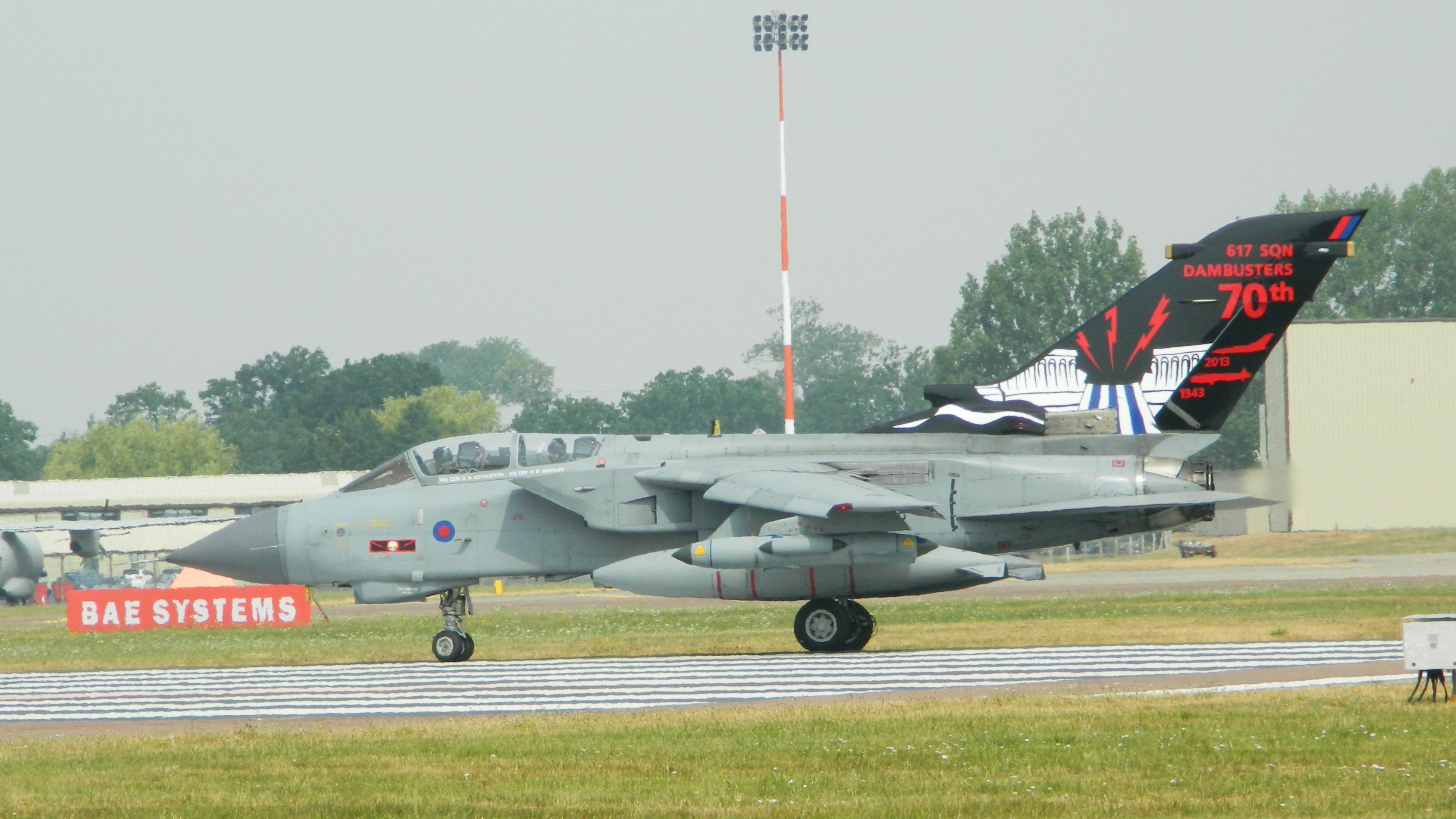
Tornado GR4 ZA412 in contrassegni speciali per il 70 ° anniversario dell'incursione delle dighe nella Ruhr

Lo squadron si riformò il 1º gennaio 1983 presso la base RAF Marham, ri-equipaggiato con dodici aerei Panavia Tornado GR1 e diciotto bombe nucleari WE.177, e il ruolo dello squadron assegnato al SACEUR rimase di supporto per le forze terrestri nel Continente. I suoi velivoli Tornado erano entrambi in grado di trasportare due bombe WE.177 e il rapporto tra armi e velivoli a piena forza aumentava a 1,5: 1, con la possibilità di operare anche come interdizione sul campo di battaglia; questo anche tenendo presente il tasso di attrito nella fase di apertura convenzionale di una guerra continentale e rimanendo comunque in condizione di esercitare il ruolo di attacco nucleare. Lo squadron continuò in questo ruolo fino a quando le bombe WE.177 furono ritirate e lo Squadron No. 617 rinunciò alla sua capacità di attacco nucleare.
Lo squadron n. 617 fu dispiegato nella base aerea Re Faisal, in Arabia Saudita, in seguito all'invasione irachena del Kuwait del 1990 e successivamente prese parte all'operazione Granby nel gennaio-febbraio 1991. Un tornado di n. 617 Squadron realizzò la prima sortita con uso del designatore TIALD della campagna. In tutto lo squadron lanciò 91 sortite e mise a segno 229 colpi diretti con bombe guidate dal laser di Paveway, tra cui la distruzione di 10 dei 22 bunker rinforzati nella base aerea H-3. Nel 1993, lo squadron n. 617 iniziò il passaggio al ruolo antinave e nel 1994 operava dalla base RAF Lossiemouth assegnata al SACLANT, accoppiando il Tornado GR1B con il missile Sea Eagle.
Nel dicembre 1994, il tenente di volo Jo Salter divenne il primo pilota donna di jet da combattimento con qualifica "combat ready".
Lo squadron ha continuato la sua tradizione pionieristica diventando il primo squadron della RAF a lanciare il missile da crociera MBDA Storm Shadow, durante l'invasione dell'Iraq del 2003.

### F-35 Lightning (2017–)

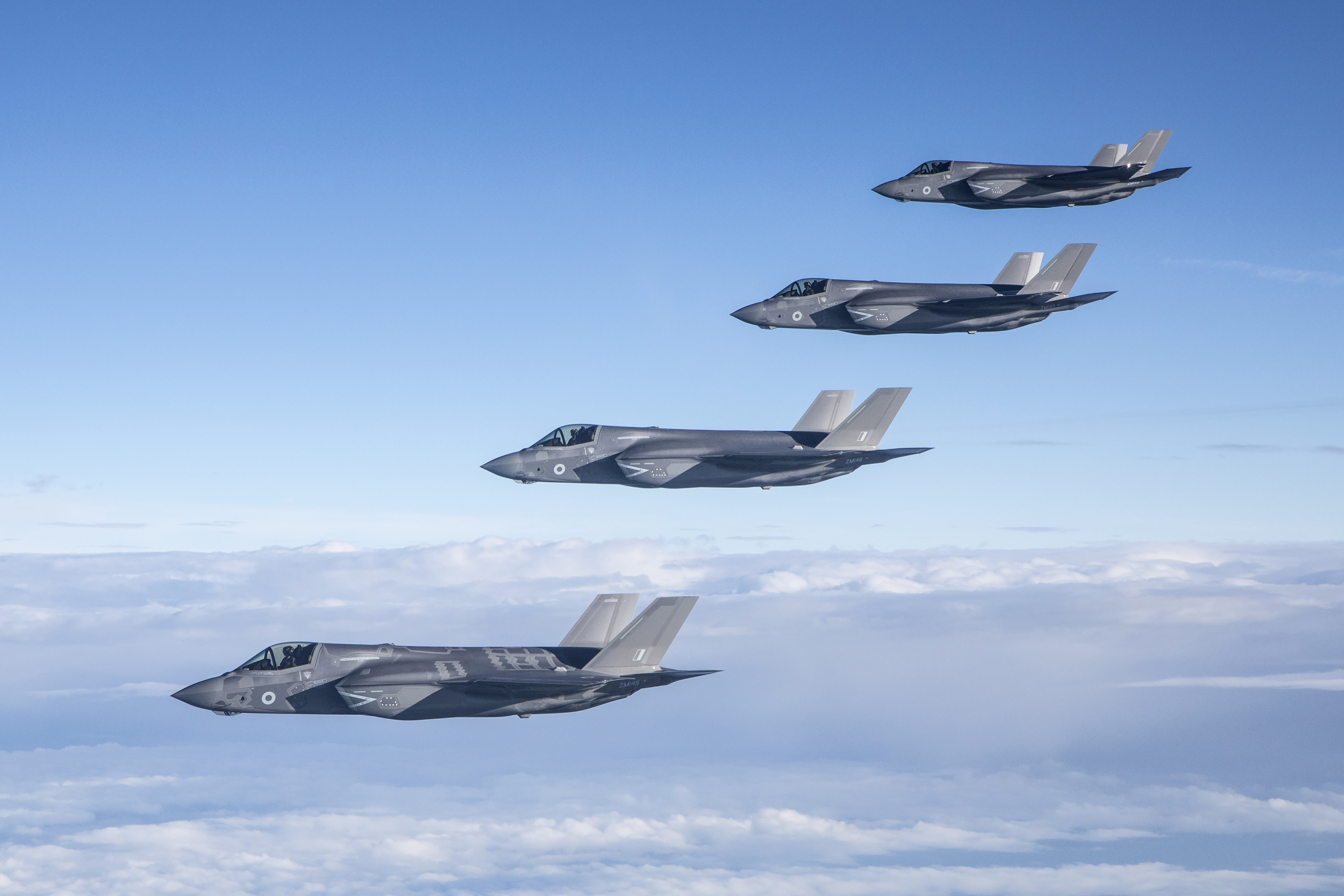
I primi quattro F-35B Lightning di No. 617 Squadron durante il loro volo di consegna nel Regno Unito.

Nel luglio 2013, è stato annunciato che il numero 617 Squadron sarebbe diventato la prima unità operativa RAF a ricevere l'F-35 Lightning. Lo squadron n. 617 si sciolse il 28 marzo 2014 come parte dello smantellamento della linea di volo dei Tornado. A partire dal 2016, i Dambusters hanno iniziato la loro formazione per la conversione in F-35 prima di riformarsi come il primo squadron operativo (quindi escluse le Operational Conversion Unit) britannico con i Lightning. Lo squadron n. 617 sarà composto sia da personale RAF che Royal Navy, operando sia da RAF Marham, che dalle nuove portaerei della classe Queen Elizabeth della Royal Navy. Volerà a fianco del Naval Air Squadron 809 della Fleet Air Arm come parte della Lightning Force.
Lo squadron n. 617 è tornato alla base RAF Marham dopo la ricostituzione il 18 aprile 2018, dopo essersi addestrato alla Marine Corps Air Station Beaufort, nella Carolina del Sud, per tutto il 2017 e l'inizio del 2018. Il 6 giugno 2018, un quartetto di n. 617 Squadron Lightnings ( ZM145, ZM146, ZM147 e ZM148 ), supportato da tre Airbus Voyagers e un Airbus Atlas C1, ha effettuato un volo di otto ore attraverso l'Atlantico per diventare i primi Lightning britannici ad essere basati permanentemente a Marham. Il 3 agosto, altri cinque F-35B sono arrivati a RAF Marham per essere presi in carico dai Dambuster . Lo squadron n. 617 è stato dichiarato "pronto al combattimento" (combat ready) il 10 gennaio 2019.
I Dambusters sono stati sottoposti al loro primo rischieramento su F-35 il 22 maggio 2019, quando sei Lightning sono stati inviati a RAF Akrotiri, Cipro, per sei settimane come parte della "Esercitazione Lightning Dawn". Il 16 giugno, lo squadron n. 617 effettuò la prima missione operativa dell'F-35 RAF quando due Lightning condussero una pattuglia sulla Siria come parte dell'Operazione Shader. Il 25 giugno, gli F-35B n. 617 di Squadron hanno partecipato all '"Esercitazione Tri Lightning" insieme agli F-35 Air Force degli Stati Uniti del 4th Fighting Squadron di caccia e agli F-35I dell'aeronautica israeliana del 140 Squadron sul Mediterraneo orientale. Quattro Lighting F-35B sono rientrati alla base RAF Marham il 2 luglio, mentre gli altri due sono arrivati alla base aerea di Amendola per effettuare un addestramento bilaterale con l'Aeronautica militare italiana, compresi gli F-35A appartenenti al 32º Stormo basato appunto ad Amendola. Tre Lighting sono partiti da RAF Marham il 9 ottobre per MCAS Beaufort in preparazione per l'esercitazione Westlant 19, e con loro si sono imbarcati per la prima volta sulla HMS Queen Elisabeth i velivoli del No. 17 Test and Evaluation Squadron il 13 ottobre. Il 22 gennaio 2020, i Dambusters sono partiti da Marham per partecipare alla Esercitazione Red Flag alla base aeronautica di Nellis, Nevada, la prima che ha visto coinvolti i Lightning.

## Aerei operati

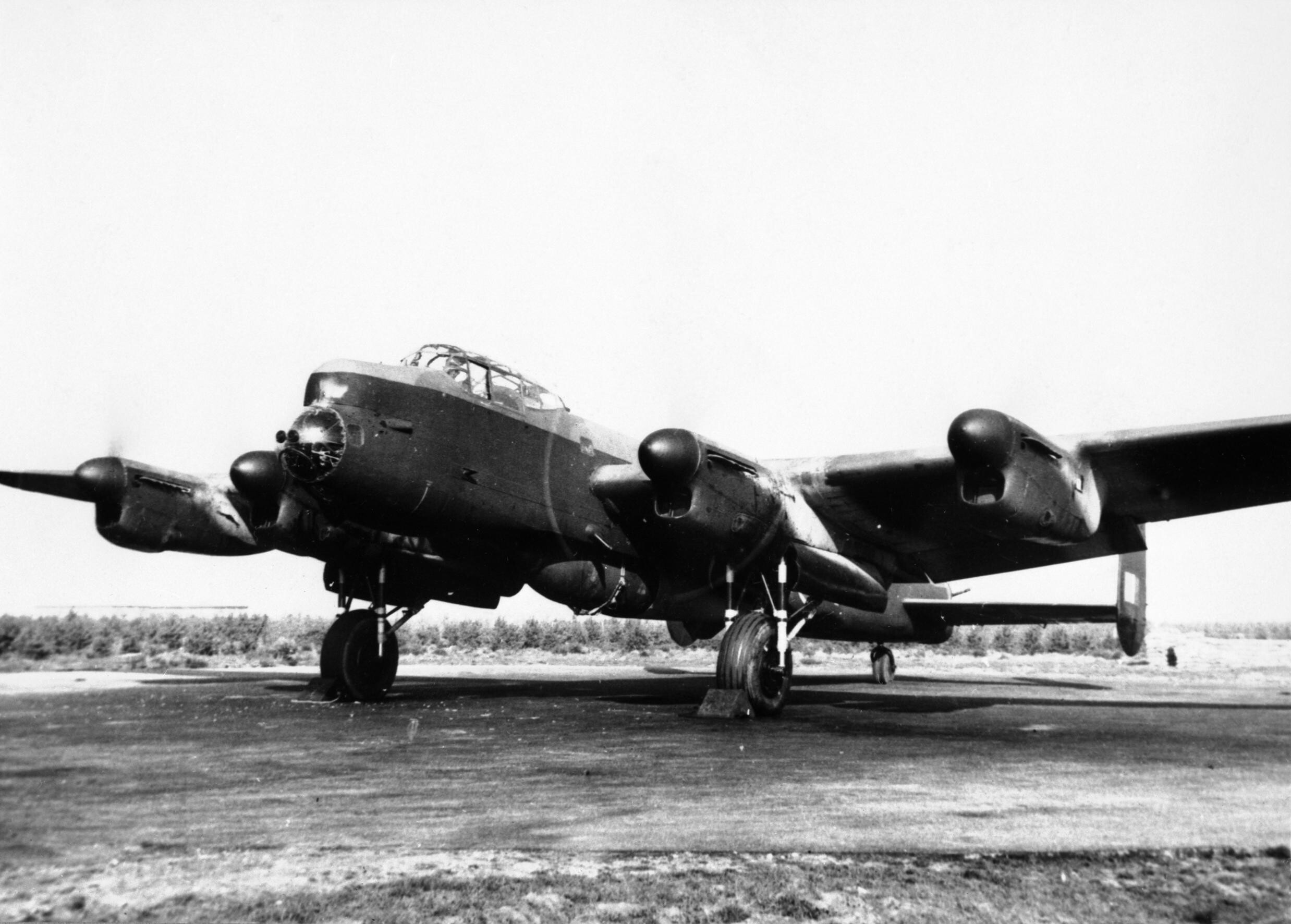
Un Lancaster caricato con una bomba di tipo Grand Slam nel 1944

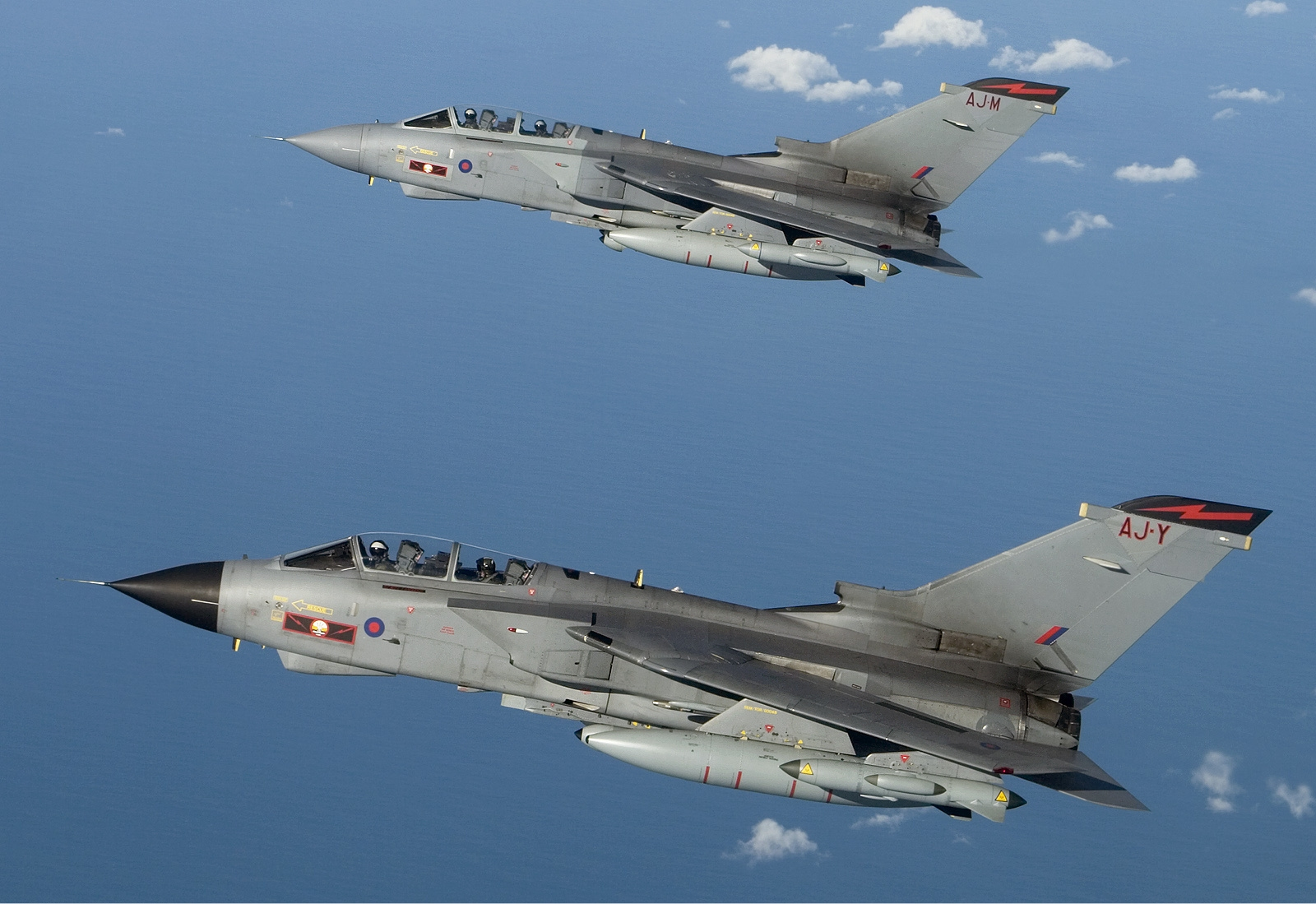
Due Panavia Tornado GR4s del No.617 Squadron,con gli ultimi stemmi usati sui Tornado.

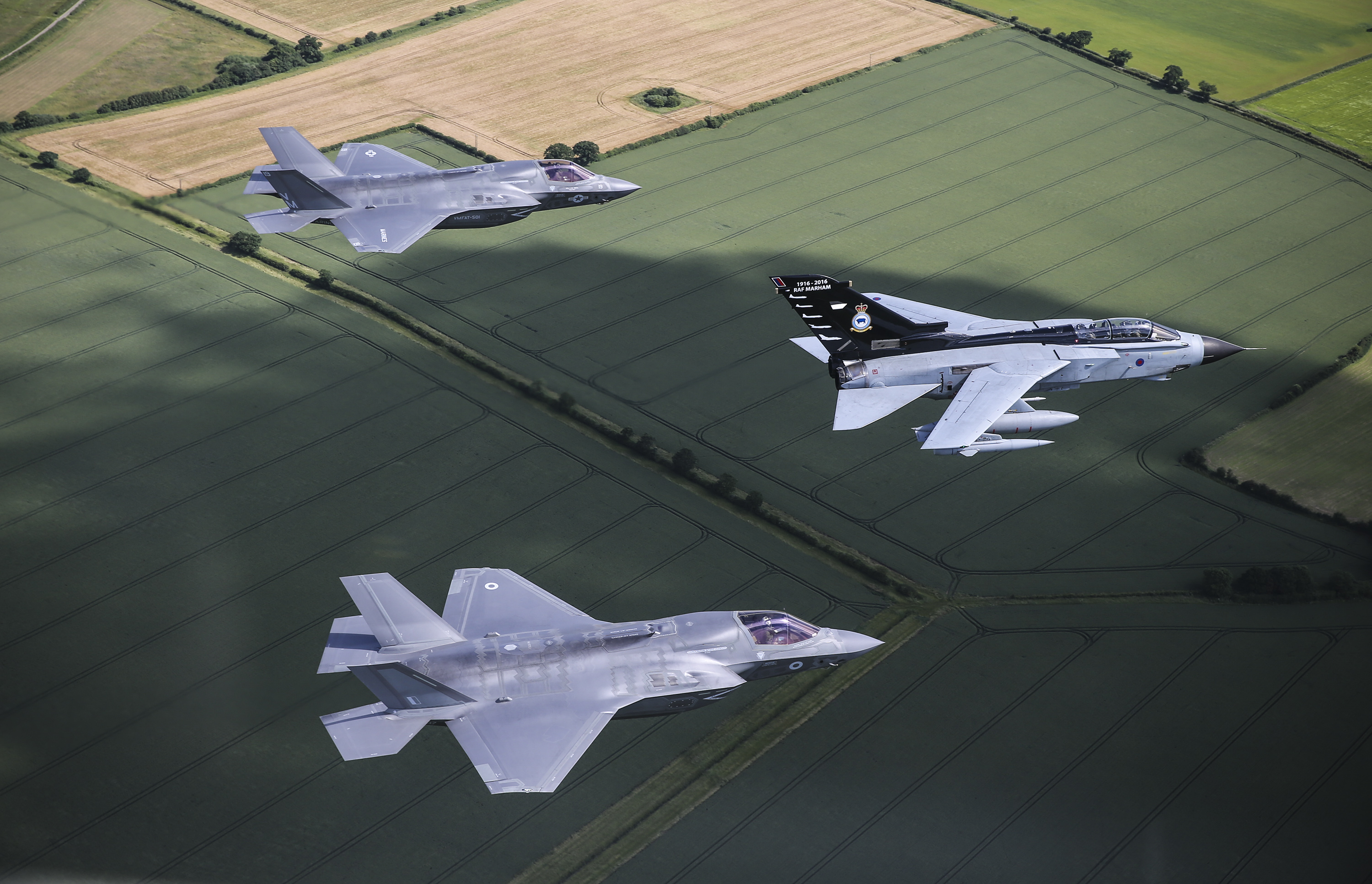
Una coppia di F-35B Lightnings insieme ad un Tornado GR4

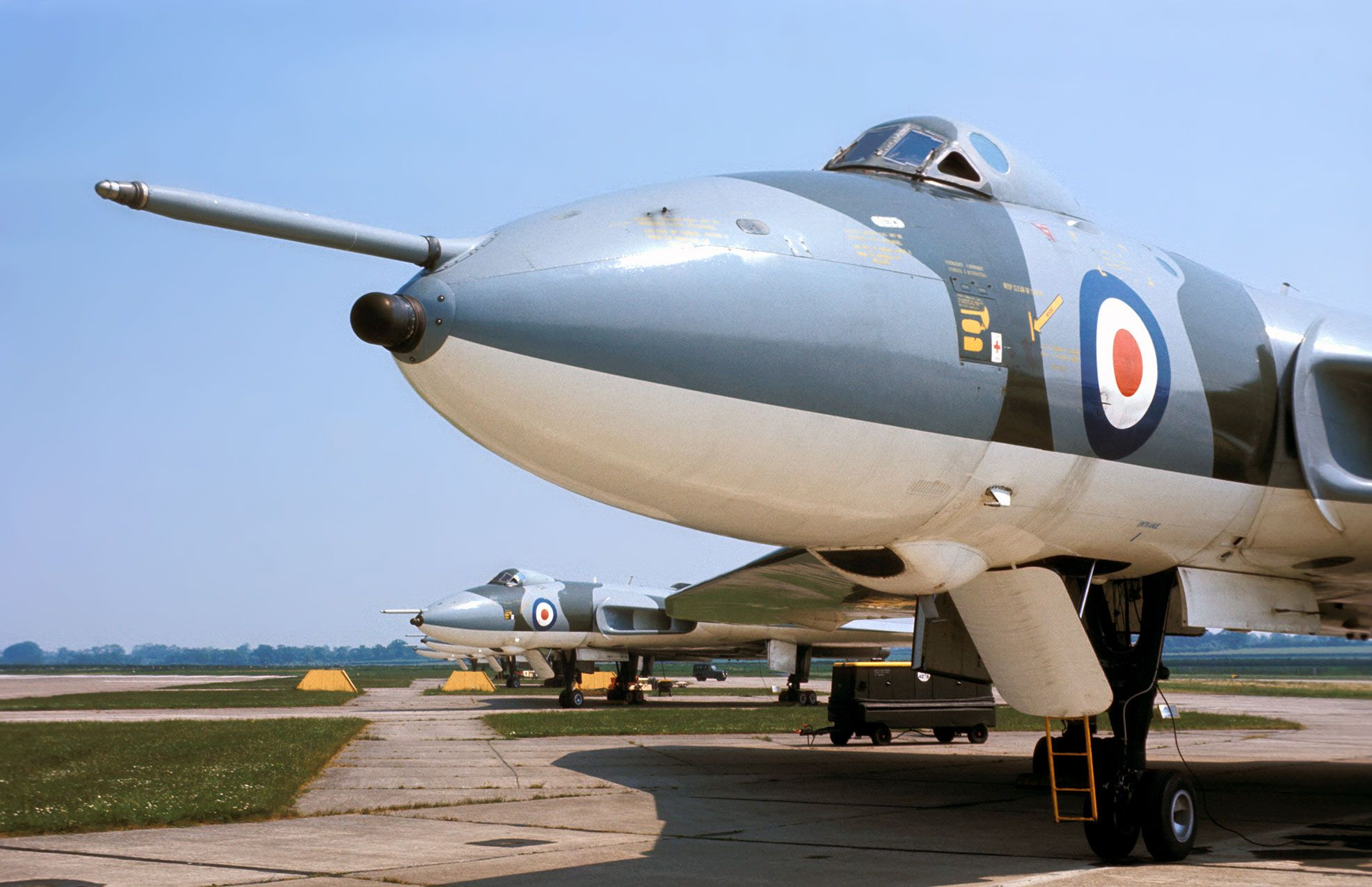
Avro Vulcan B.2 del No. 617 Squadron a RAF Cottesmore, Rutland, circa 1975.

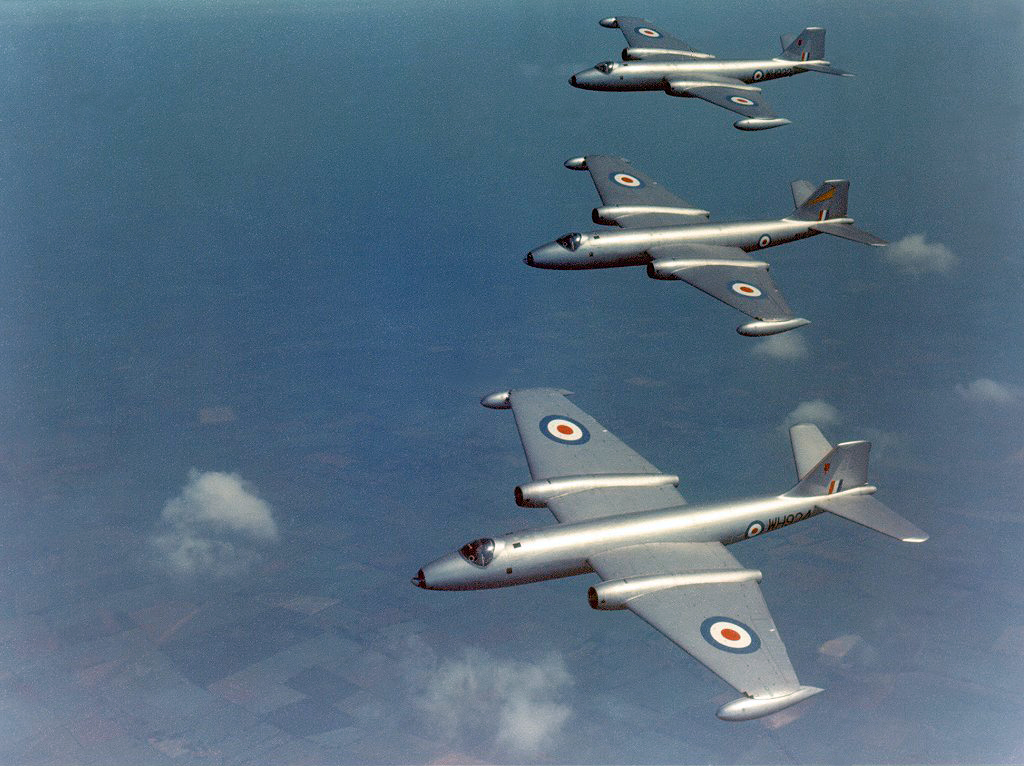
Tre English Electric Canberra B.2s.

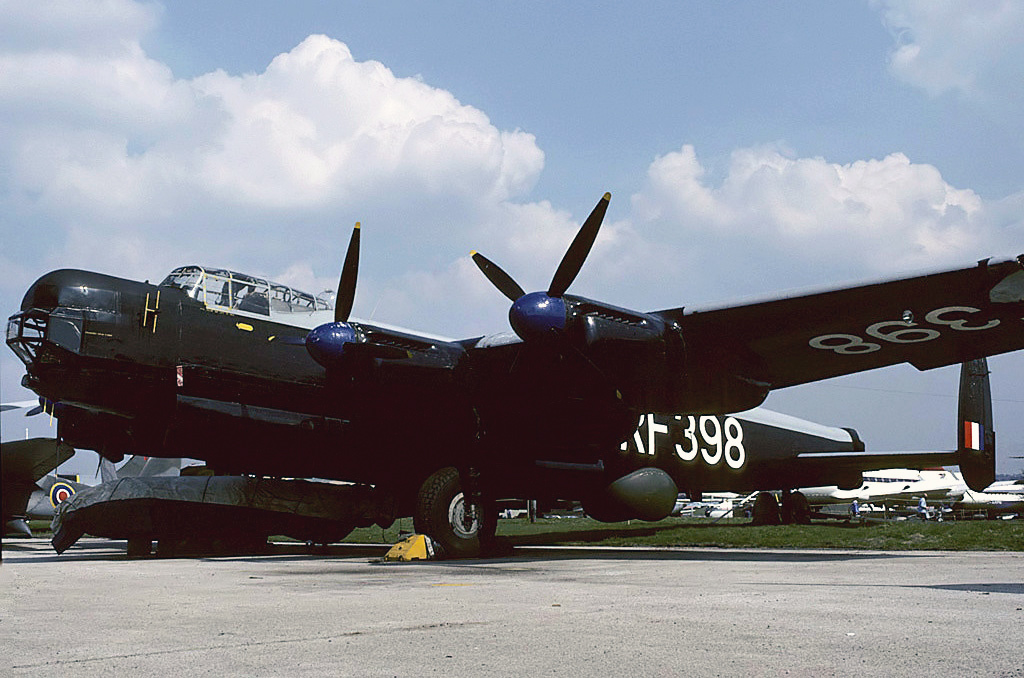
Un Avro Lincoln B.2

Elenco degli aeromobili operati dal n. 617 Squadron.
- Avro Lancaster B.III (Special) (marzo 1943 – maggio 1943)
- Avro Lancaster B.I (marzo 1943 – giugno 1945)
- Avro Lancaster B.III (marzo 1943 – giugno 1945)
- Avro Lancaster B.VII (FE) (giugno 1945 – settembre 1946)
- de Havilland Mosquito Mk.VI (aprile 1944 – marzo 1945)
- Avro Lincoln B.II (settembre 1946 – gennaio 1952)
- English Electric Canberra B.2 (gennaio 1952 – aprile 1955)
- English Electric Canberra B.6 (febbraio 1955 – dicembre 1955)
- Avro Vulcan B.1 (maggio 1958 – luglio 1961)
- Avro Vulcan B.1A (ottobre 1960 – luglio 1961)
- Avro Vulcan B.2 (settembre 1961 – dicembre 1981)
- Panavia Tornado GR1 (gennaio 1983 – aprile 1994)
- Panavia Tornado GR1B (aprile 1994 – 2002)
- Panavia Tornado GR4 (2002 – gennaio 2014)
- Lockheed Martin F-35B Lightning (dicembre 2017 – presente)

- Avro Lancaster B.III (Special) (marzo 1943 – maggio 1943)
- Avro Lancaster B.I (marzo 1943 – giugno 1945)
- Avro Lancaster B.III (marzo 1943 – giugno 1945)
- Avro Lancaster B.VII (FE) (giugno 1945 – settembre 1946)
- de Havilland Mosquito Mk.VI (aprile 1944 – marzo 1945)
- Avro Lincoln B.II (settembre 1946 – gennaio 1952)
- English Electric Canberra B.2 (gennaio 1952 – aprile 1955)
- English Electric Canberra B.6 (febbraio 1955 – dicembre 1955)
- Avro Vulcan B.1 (maggio 1958 – luglio 1961)
- Avro Vulcan B.1A (ottobre 1960 – luglio 1961)
- Avro Vulcan B.2 (settembre 1961 – dicembre 1981)
- Panavia Tornado GR1 (gennaio 1983 – aprile 1994)
- Panavia Tornado GR1B (aprile 1994 – 2002)
- Panavia Tornado GR4 (2002 – gennaio 2014)
- Lockheed Martin F-35B Lightning (dicembre 2017 – presente)

## Ufficiali comandanti
I seguenti uomini hanno comandato il 617 Squadron:

### 1943-1955
- marzo 1943, Wing Commander G. P. Gibson
- agosto 1943, Wing Commander G. W. Holden
- settembre 1943 Squadron Leader H. B. Martin
- novembre 1943, Wing Commander G. L. Cheshire
- luglio 1944, Wing Commander J. B. Tait
- dicembre 1944, Wing Commander J. E. Fauquier
- aprile 1945, Wing Commander J. E. Grindon
- giugno 1945, Wing Commander C. Fothergill
- aprile 1946, Squadron Leader C. K. Saxelby
- maggio 1947, Wing Commander C. D. Milne (per una visita di cortesia negli USA)
- luglio 1947, Squadron Leader C. K. Saxelby
- febbraio 1948, Squadron Leader P. G. Brodie
- maggio 1950, Squadron Leader W. H. Thallon
- giugno 1952, Squadron Leader M. J. O'Bryen-Nichols
- dicembre 1952, Squadron Leader D. Roberts
- maggio 1954, Squadron Leader J. A. Ruck(Squadron sciolto nel dicembre 1955)

### 1958-1981
- maggio 1958, Wing Commander Douglas Bower[60] (Squadron riformato con i Vickers Vulcan)
- maggio 1960, Wing Commander L. G. A. Bastard
- dicembre 1962, Wing Commander H. G. Currell
- marzo 1965, Wing Commander D. G. L. Heywood
- marzo 1967, Wing Commander R. C. Allen
- marzo 1969, Wing Commander C. A. Vasey
- marzo 1971, Wing Commander F. M. A. Hines
- ottobre 1973, Wing Commander V. L. Warrington
- settembre 1975, Wing Commander R. B. Gilvary
- luglio 1977, Wing Commander F. Mason (breve parentesi dovuta a malattia)
- luglio 1977, Wing Commander J. N. Stephenson-Oliver
- agosto 1979, Wing Commander J. N. Herbertson (Squadron sciolto nel dicembre 1981)

### 1983-2014
- gennaio 1983, Wing Commander A. J. Harrison (Squadron riformato con i Tornado)
- giugno 1985, Wing Commander P. J. J. Day
- gennaio 1988, Wing Commander N. J. Day
- maggio 1990, Wing Commander R. D. Iveson
- marzo 1993, Wing Commander J. H. Dickinson
- luglio 1995, Wing Commander I. L. Dugmore
- marzo 1998, Wing Commander G. E. Thwaites
- settembre 2000, Wing Commander D. G. Robertson
- luglio 2003, Wing Commander A. Monkman
- gennaio 2006, Wing Commander S. P. Rochelle
- gennaio 2008, Wing Commander David J. E. Cooper
- ottobre 2010, Wing Commander K. D. Taylor
- ottobre 2012, Wing Commander D. S. Arthurton (Squadron sciolto nel 2014)

### 2017-presente
- dicembre 2017, Wing Commander J. R. Butcher (squadron riformato con F35 Lightning)
- aprile 2020, Mark Sparrow
- maggio 2022, Dave Tait
- agosto 2022, Stew Campbell

## Nella cultura di massa
Gli exploit della seconda guerra mondiale dello squadron e di Chastise in particolare, furono descritti nel racconto di Guy Gibson del 1944 Enemy Coast Ahead, così come nel libro The DamBusters del 1951 di Paul Brickhill e in un film del 1955, sebbene l'accuratezza e la completezza di questi resoconti furono compromessi da molti dei documenti relativi agli anni della guerra che erano ancora garantiti dalla Legge sui segreti ufficiali. Il lavoro definitivo tuttavia è considerato The Dambusters Raid di John Sweetman.
Nel 2006, è stato annunciato che il regista neozelandese Peter Jackson e David Frost avrebbero coprodotto una rivisitazione del film. È stato sceneggiato da Stephen Fry e diretto da Christian Rivers. L'ultimo pilota vivente di Dam Buster all'epoca, il neozelandese Les Munro (1919–2015), offrì i suoi servizi come consulente tecnico.